# Нордфельдт, Брор
Брор Юлиус Ольссон Нордфельдт (швед. Bror Julius Olsson Nordfeldt, 13 марта 1878, Туллсторп, Скания, Швеция — 21 апреля 1955, Хендерсон, Техас, США) — шведско-американский художник, писавший морские пейзажи и изображения местной культуры Нью-Мексико.

## Биография
Брор Нордфельдт родился в деревне Туллсторп в Швеции в семье Нильса и Ингрид Ольссон, в девичестве Нордфельдт. В 1892 году семья иммигрировала в Соединённые Штаты. Сначала Брор работал наборщиком в шведоязычной газете Det Rätta Hemlandet. В это время он учился в Чикагском институте искусств у Фредерика Ричардсона. Позже Брор стал учеником Альберта Хертера в Нью-Йорке, а после учился в Париже в Академии Жюлиана. В течение нескольких лет он работал иллюстратором в Европе и Северной Африке для журнала Harper’s Magazine, где также практиковался в офорте. Брор взял фамилию своей матери, чтобы избежать путаницы с маринистом Альбертом Юлиусом Ольссоном, чьи работы в то время становились популярными в Европе и Америке.
Во время Первой мировой войны Брор Нордфельдт жил в Сан-Франциско, где записался на фронт. Во время войны Нордфельдт был назначен в Сан-Франциско для наблюдения за маскировкой торговых судов. После службы он переехал в Санта-Фе по предложению Уильяма Хендерсона. Норфельдт являлся одним из первых членов художественной колонии Провинстаун в Массачусетсе. В 1921 году Брор был избран ассоциированным членом Общества художников Таоса. Он часто выставлял свои работы в Чикагском обществе офортистов как до, так и после войны, демонстрируя их между 1911—1918 и 1926—1929 годами. В 1940 году Нордфельдт переехал в Ламбертвилл в Нью-Джерси.
На протяжении 1930-х годов Брор Нордфельдт преподавал в различных школах, включая Университет штата Юта, Художественный музей Уичито и Колледж искусств и дизайна Миннеаполиса. В 1941—1943 годах он был приглашенным профессором факультета искусств Техасского университета.
Нордфельдт работал в самых разных стилях, включая офорты, гравюры, портреты, натюрморты и пейзажи. Брор стремился к сглаживанию формы и искажению пространства, создавая стилизованные образы. Он выбирал темы, отягощенные эмоциональной силой, особенно природу и религиозные сцены.
Брор Нордфельдт выставлялся в многочисленных музеях и галереях и за свою карьеру получил множество значительных наград и премий. Его работы хранятся в Чикагском институте искусств, Музее Хиршхорна, Нью-Йоркской публичной библиотеке, Музее искусств Нью-Мексико, Метрополитене, Библиотеке Ньюберри и Музее искусств Вайсмана, а также во многих других местах. Биографические очерки Нордфельдта публикуются в большинстве стандартных художественных справочников. Его работы хранятся в рукописных коллекциях Архива американского искусства. Нордфельдт умер в Хендерсоне 21 апреля 1955 года.

## Награды
- 1906, Серебряная медаль, International Print Exhibition (Милан)
- 1915, Серебряная медаль, Панамо-Тихоокеанская международная выставка (Сан-Франциско)
- 1926, Бронзовая медаль, Sesquicentennial Exposition (Филадельфия)
- 1926, Медаль Логана за живопись, Чикагский институт искусств (Чикаго)
- 1927, Первый приз, Brooklyn Society of Etchers (Бруклин)
- 1928, Первый приз, Чикагское общество офортистов (Чикаго)
- 1937, Приз Йеттера за живопись, Денверский художественный музей (Денвер)
- 1947, Приз за живопись, Вустерский музей искусств (Вустер)
- 1949, Бронзовая медаль, Галерея искусства Коркоран (Вашингтон)